# Kordampalli, Chincholi
Kordampalli là một làng thuộc tehsil Chincholi, huyện Gulbarga, bang Karnataka, Ấn Độ.